# 黄县
黄县，中国旧县名，在今山东省龙口市。
秦朝时，设置齐郡，始置县。西汉时，属东莱郡，东汉时，为东莱郡郡治所在。唐朝时，设置登州，黄县属之。明朝初年起，属于登州府。清朝时，仍隶登州府。抗日战争开始后，黄县民国政府的军政人员外逃，局势混乱。中国共产党在此建立抗日武装组织和地方政权。1939年3月2日，黄县城沦陷。1945年8月15日，日本宣布无条件投降。8月21日，中共政权占领黄县城。1947年8月，国军进攻胶东解放区，9月28日，国军第八军攻占黄县城。12月7日，中共政权再度占领黄县城。
1950年，属北海专区，同年改属莱阳专区。1958年，改属烟台专区。1967年，改属烟台地区。1983年起，属烟台市。1986年，撤消黄县，设置龙口市，因其境内龙口港而得名。